# Cueva de Latea
Cueva de Latea (en indonesio: Gua Latea; también Gruta de Latea), es una cueva que se encuentra en las Montañas de Parere, en la provincia de Sulawesi Central (Célebes Central) en la isla indonesia de Sulawesi (Célebes). Acá los Pamona, los habitantes indígenas de la región de Poso, tradicionalmente enterraban a sus muertos. Esta práctica cesó en el siglo XIX.